# Леухин, Никанор Андреевич
Леухин Никанор Андреевич (1918—1944) — участник Великой Отечественной войны, командир 76-мм орудия артбатареи 241-го гвардейского стрелкового полка 75-й гвардейской стрелковой дивизии 30-го стрелкового корпуса 60-й армии Центрального фронта, гвардии сержант, Герой Советского Союза (1943).

## Биография
Родился 4 августа 1918 года в селе Нижняя Ненинка ныне Солтонского района Алтайского края (по другим данным — в деревне Антоново Масканурского сельсовета Новоторъяльского района Республики Марий Эл. С 1921 года на Алтае). Жил в селе Верхняя Неня, работал в колхозе, в сельпо, затем на хлебозаводе в Кемеровской области.
Призван в Красную Армию в октябре 1939 года.
На фронтах Великой Отечественной войны — с марта 1943 года в должности командира 76-мм орудия артиллерийской батареи 241-го гвардейского стрелкового полка 75-й гвардейской стрелковой дивизии.
Участвовал в Курской битве в районе Поныри — Ольховатка, сначала отражая немецкое наступление, а затем участвуя в разгроме и преследовании противника в ходе Орловской наступательной операции. За боевые действия на Курской дуге, образцовое выполнение боевых заданий и проявленные при этом мужество и героизм Леухин Н. А. награждён орденом Красной Звезды.
Особо отличился гвардии сержант Леухин Н. А. при форсировании реки Днепр севернее Киева, в боях при захвате и удержании плацдарма в районе сёл Глебовка и Ясногородка (Вышгородский район Киевской области) на правом берегу Днепра осенью 1943 года. В наградном листе командир полка гвардии подполковник Бударин Н. П. написал:

В ночь на 24.9.43 года, с боем подойдя к левому берегу реки Днепр, первым принял самостоятельное решение переправить орудие на правый берег Днепра. Связав 2 бревна и разобрав пушку по частям, рискуя собственной жизнью, в течение 2-х часов ночного времени под сильным артиллерийским и миномётным огнём противника переправил орудие и необходимое количество боеприпасов.

На переправившиеся на западный берег стрелковые подразделения обрушился в контратаку численно превосходящий силой и техникой противник. Тов. Леухин, выкатив орудие на открытую позицию, прямой наводкой подбил 1 танк и самоходную пушку противника, яростная контратака была отбита, уничтожено при этом до роты пехоты противника.
Указом Президиума Верховного Совета СССР от 17 октября 1943 года за успешное форсировании реки Днепр севернее Киева, прочное закрепление плацдарма на западном берегу реки Днепр и проявленные при этом мужество и геройство гвардии сержанту Леухину Никанору Андреевичу присвоено звание Героя Советского Союза с вручением ордена Ленина и медали «Золотая Звезда».
Леухин Н. А. участвовал в освобождении Украины, затем Белорусской ССР. Согласно информации из списка безвозвратных потерь 75-й гвардейской стрелковой дивизии умер 18 июня 1944 года умер от отравления противоипритной жидкостью. Сначала был похоронен в деревне Язвин Паричского (ныне Светлогорского) района Гомельской области. Позже перезахоронен в братской могиле в городском посёлке Паричи Гомельской области.

## Награды
- Медаль «Золотая Звезда» № ---- Героя Советского Союза (17 октября 1943).
- Орден Ленина.
- Орден Красной Звезды.

## Память
- Именем героя названы улицы в городе Светлогорске и в посёлке Паричи Светлогорского района Гомельской области, а также в селе Ельцовка Ельцовского района Алтайского края[14].
- Его имя увековечено на Мемориале Славы в городе Барнауле[15].
- Мемориальная доска Н. А. Леухину в Паричи (Светлогорский район).